# Monzón
Monzón er hovedstad i den spanske region Aragonien, den har et indbyggertal på 18.152 (2024).

## Berømte monzónere
- Ignacio de Luzán (1702-1754), skribent.
- Joaquín Costa (1846-1911), politiker.
- Javier Moracho (1957), atlet.
- Luz Gabás (1968), forfatter og politiker.
- Conchita Martínez (1972), tennisspiller.
- Eliseo Martín (1973), atlet.